# Darian
Pogostost priimka Darian je bila po podatkih Statističnega urada Republike Slovenije na dan 1. januarja 2010 manjša kot 5 oseb. 

## Znani nosilci priimka
- Ado Darian (1895—1966), operni in koncertni pevec